# Central City (Dakota du Sud)
Pour les articles homonymes, voir Central City.
Central City est une ville américaine située dans le comté de Lawrence, dans l'État du Dakota du Sud. Selon le recensement de 2010, elle compte 134 habitants. La municipalité s'étend sur 0,15 milles carrés (0,39 km2).
La ville est fondée en 1877. Il existe deux versions sur l'origine de son nom : elle aurait été nommée pour sa position centrale entre Lead et Deadwood ou en référence à Central City (Colorado), d'où était originaire l'un de ses habitants.